# Neil
Neil  è un nome proprio di persona inglese, gaelico scozzese e irlandese maschile.

## Varianti
- Irlandesi
  - Maschili: Niall[1], Nial[2], Néill[3], Niul[2]
- Inglesi
  - Maschili: Neal[1], Neill[3], Nigel[4]
  - Femminili: Nigella[1]
- Scozzesi
  - Maschili: Niall
  - Femminili: Neilina[1]

### Varianti in altre lingue
- Islandese: Njála[1], Njáll[2]
- Latino: Nigellus[1]
- Norreno: Njáll[1]
- Norvegese: Njål[1]

## Origine e diffusione
Deriva dal nome gaelico Niall, di significato incerto, forse "campione", "nuvola", o "eroe".
All'inizio del Medioevo il nome Niall venne adottato, nella forma Njal, dai vichinghi stabilitisi in Irlanda. I vichinghi lo trasmisero poi in Inghilterra e Scozia così come lo importarono in Scandinavia. Il nome era in uso anche fra i normanni (nella forma Nel), che erano di origine scandinava.
La variante Nial è stata indicata, occasionalmente, come una forma contratta di Nicholas. La variante Nigel proviene da Nigellus, una forma latinizzata di Neil, ed era spesso associata al termine latino niger, "nero". È stata riportata in uso nel XIX secolo, in parte grazie al romanzo di Walter Scott The Fortunes of Nigel (1822).

## Onomastico
Il nome è adespota, non essendo portato da alcun santo. L'onomastico si festeggia quindi ad Ognissanti, il 1º novembre.

## Persone

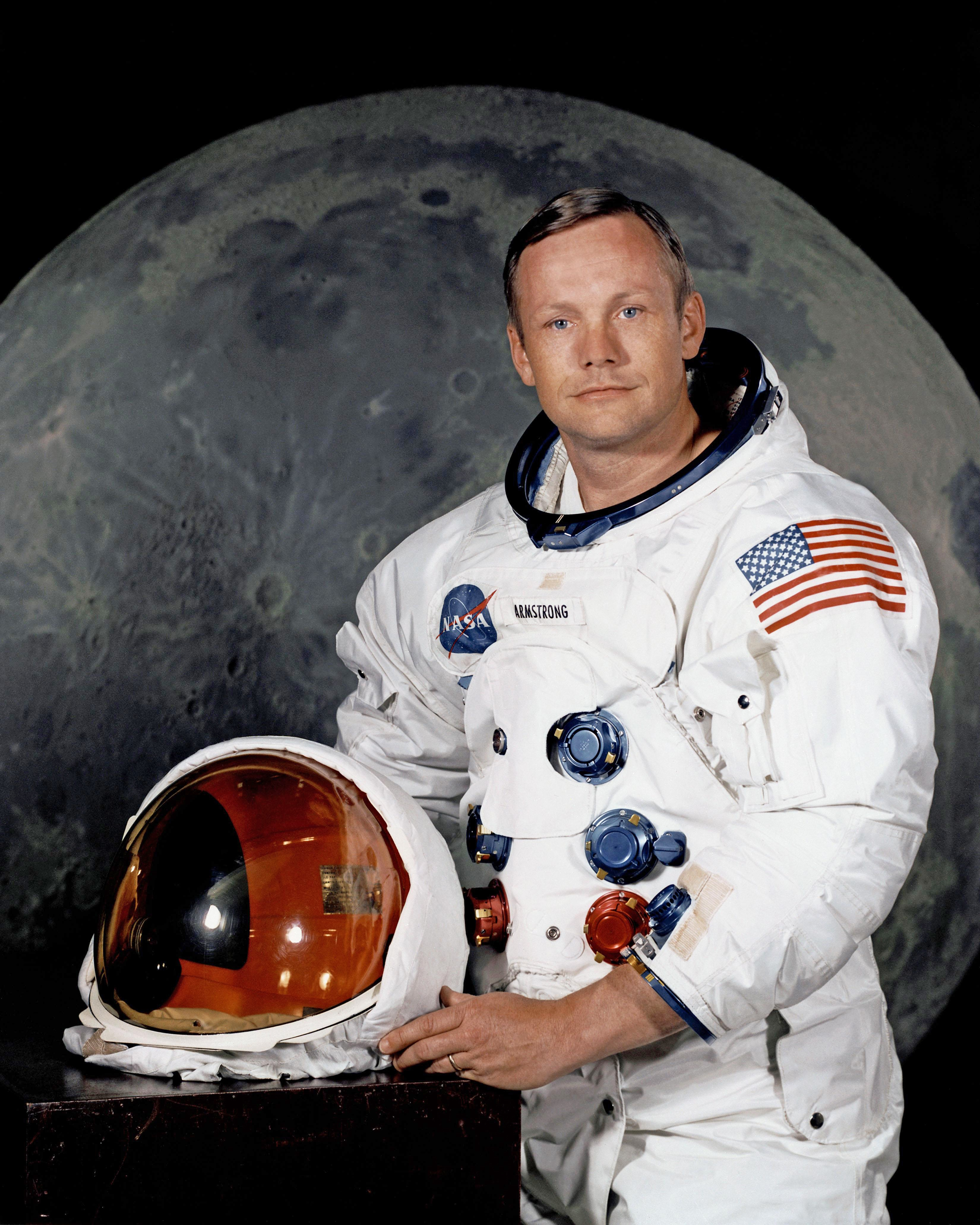
Neil Armstrong

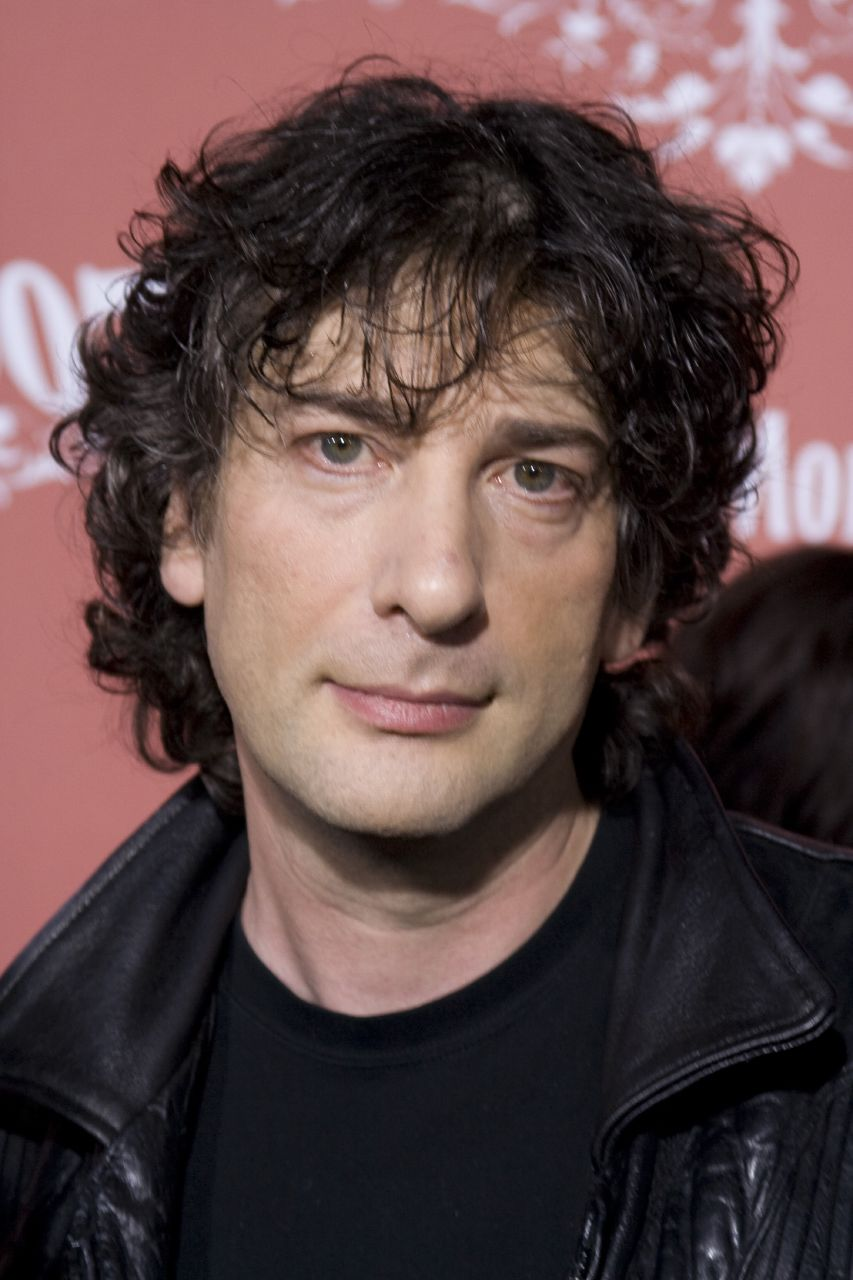
Neil Gaiman

- Neil Armstrong, astronauta e pilota aeronautico statunitense
- Neil Aspinall, manager e produttore discografico britannico
- Neil Diamond, cantautore e compositore statunitense
- Neil Finn, musicista neozelandese
- Neil Flynn, attore statunitense
- Neil Gaiman, fumettista, scrittore, giornalista e sceneggiatore televisivo e radiofonico britannico
- Neil Patrick Harris, attore, cantante e illusionista statunitense
- Neil Jordan, regista, sceneggiatore e produttore cinematografico irlandese
- Neil Marshall, regista e sceneggiatore inglese
- Neil Peart, batterista, paroliere e scrittore canadese
- Neil Ritchie, generale britannico
- Neil Tennant, cantautore inglese
- Neil Young, cantautore e chitarrista canadese

### Variante Neal

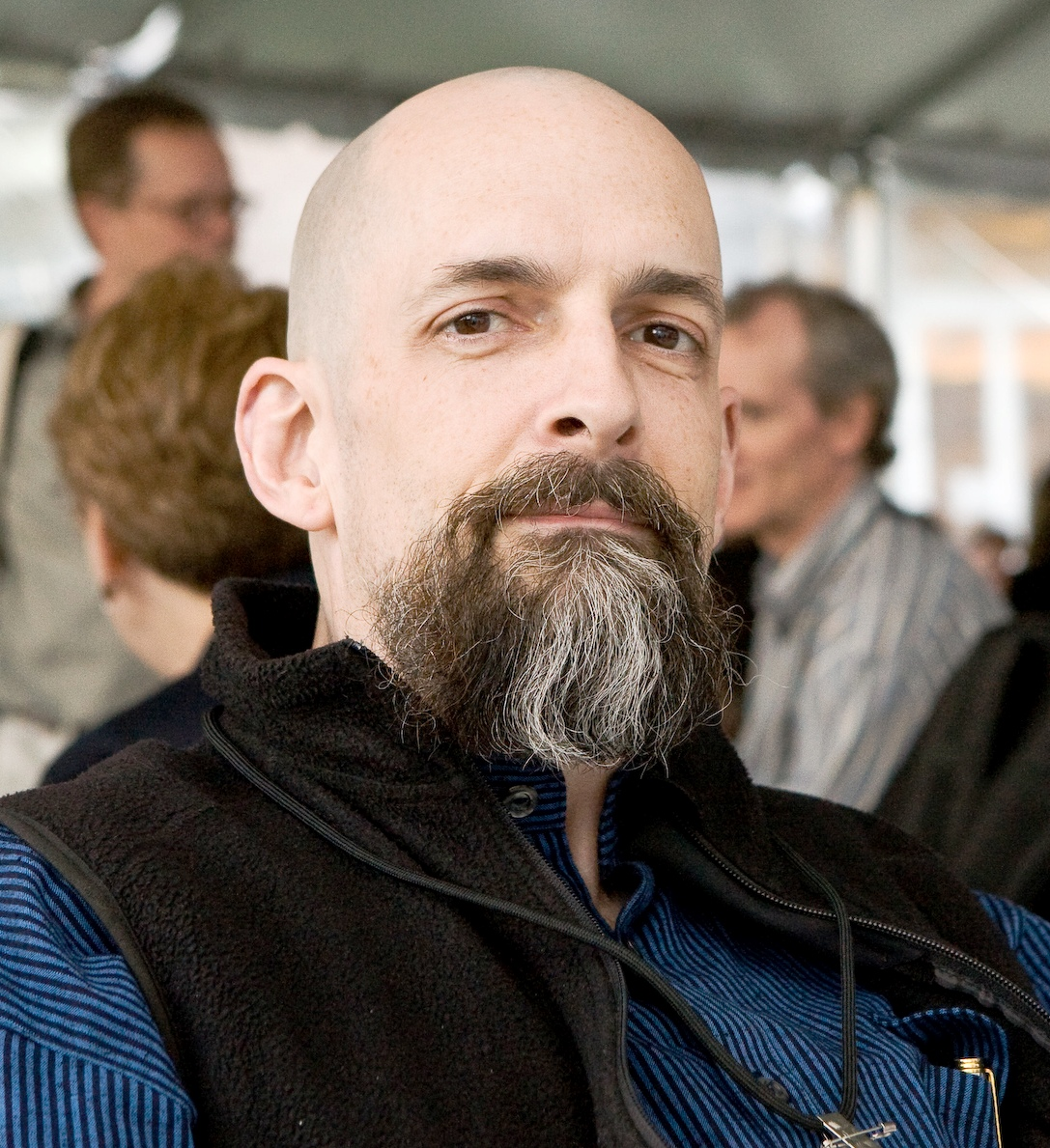
Neal Stephenson

- Neal Adams, autore di fumetti statunitense
- Neal Ascherson, giornalista e saggista scozzese
- Neal Asher, scrittore britannico
- Neal Burns, attore e regista statunitense
- Neal Cassady, scrittore statunitense
- Neal Eardley, calciatore gallese
- Neal Israel, regista, sceneggiatore e attore britannico
- Neal Kay, disc jockey inglese
- Neal McDonough, attore statunitense
- Neal Morse, cantante e tastierista statunitense
- Neal Purvis, sceneggiatore statunitense
- Neal Schon, chitarrista statunitense
- Neal Smith, batterista statunitense
- Neal Stephenson, scrittore statunitense
- Neal Walk, cestista statunitense

### Variante Niall

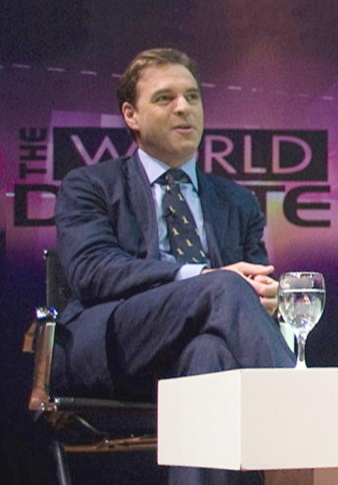
Niall Ferguson

- Niall Caille mac Áeda, re di Ailech e sovrano supremo d'Irlanda
- Niall dei Nove Ostaggi, re supremo d'Irlanda
- Niall Horan, cantante irlandese
- Niall Ferguson, storico, saggista e giornalista scozzese
- Niall Frossach, re di Ailech e sovrano supremo d'Irlanda
- Niall Glúndub, sovrano dei Cenél nEógain e re supremo d'Irlanda
- Niall McGinn, calciatore nordirlandese
- Niall Quinn, allenatore di calcio e calciatore irlandese

### Variante Nigel
- Nigel Bruce, attore britannico

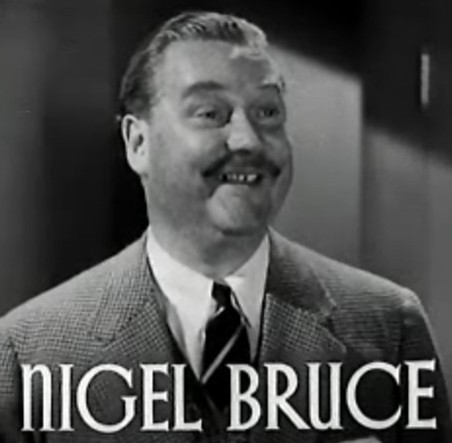
Nigel Bruce

- Nigel De Brulier, attore britannico
- Nigel de Jong, calciatore olandese
- Nigel Dick, regista e musicista inglese
- Nigel Farage, politico britannico
- Nigel Green, attore britannico
- Nigel Kennedy, violinista e violista inglese
- Nigel Mansell, pilota automobilistico britannico
- Nigel Martyn, calciatore inglese
- Nigel Olsson, batterista e cantante britannico
- Nigel Owens, arbitro di rugby a 15 britannico
- Nigel Reo-Coker, calciatore inglese

### Altre varianti maschili
- Neill Blomkamp, regista e sceneggiatore sudafricano
- Neill Collins, calciatore scozzese
- Njáll Þorgeirsson, avvocato islandese

### Variante femminile Nigella
- Nigella Lawson, giornalista e conduttrice televisiva britannica

## Il nome nelle arti
- Neal Caffrey è un personaggio della serie televisiva White Collar.
- Neil Goldman è un personaggio della serie animata I Griffin.
- Nigel John è un personaggio della serie televisiva Lois & Clark - Le nuove avventure di Superman.
- Neil Perry è un personaggio del film del 1989 L'attimo fuggente.
- Neil Roberts è un personaggio della serie televisiva The O.C..
- Neal Shaara, più noto come Thunderbird III, è un personaggio dei fumetti Marvel Comics.